# Kahawatta Division
Kahawatta Division är en division i Sri Lanka.   Den ligger i distriktet Ratnapura District och provinsen Sabaragamuwa, i den södra delen av landet, 90 km sydost om huvudstaden Colombo. Antalet invånare är 43 026.